# コーンスターチ

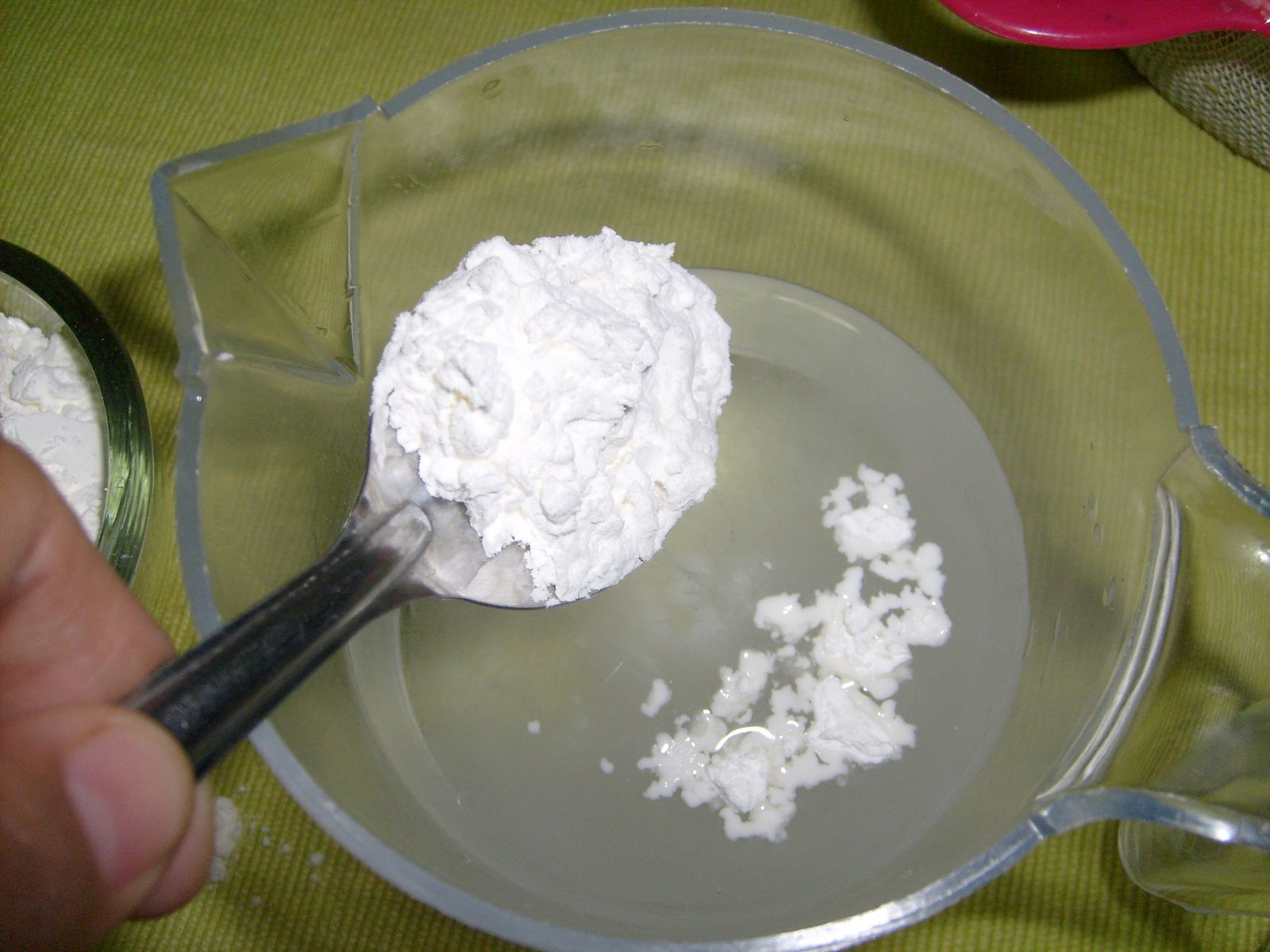
コーンスターチの粉

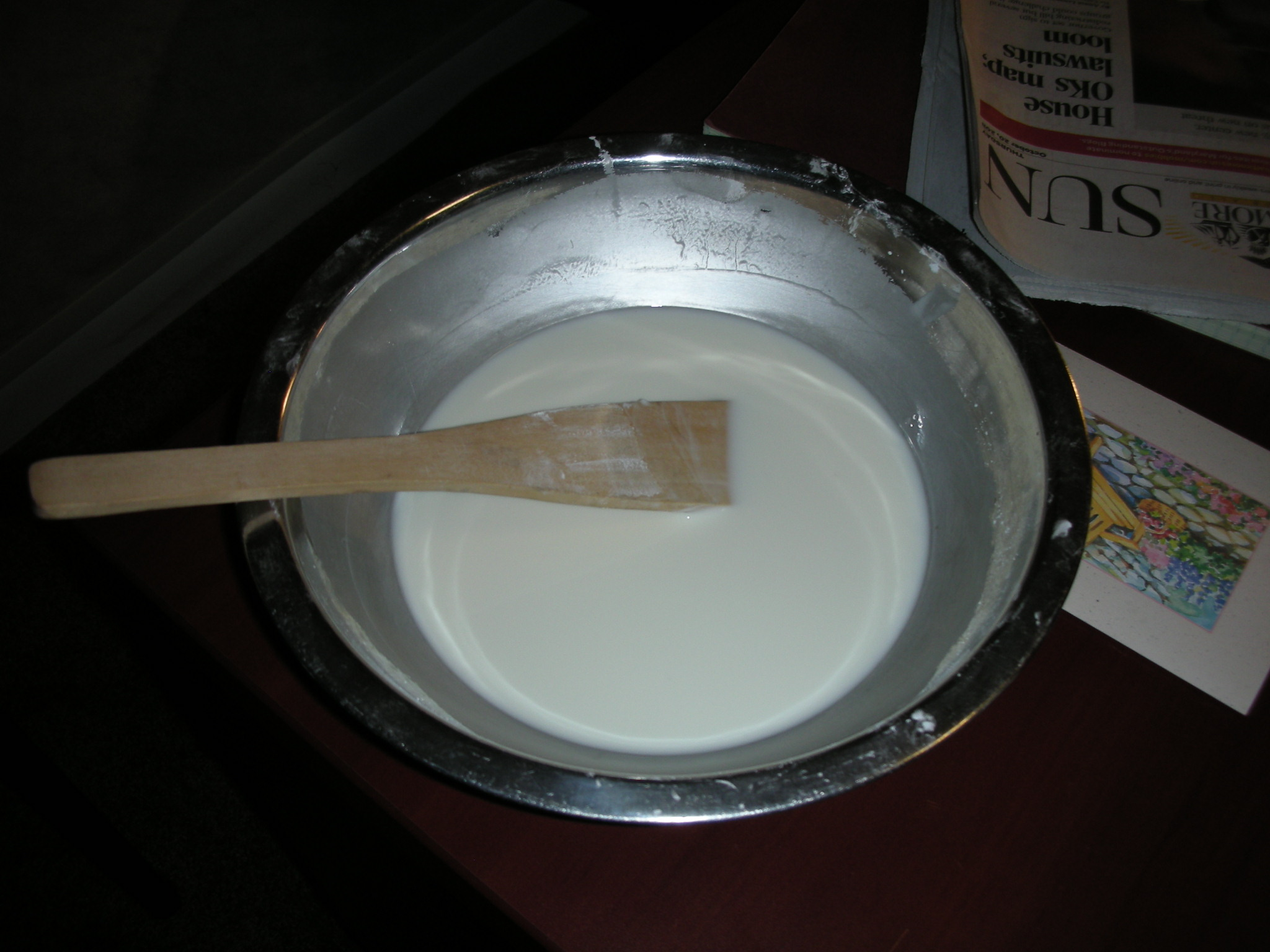
水と混ぜたコーンスターチ

コーンスターチ (英語: corn starch、Maize starch) は、トウモロコシから処理され作られたデンプン。全世界で生産されるデンプンの約8割がコーンスターチである。

## 概要

### 原料
トウモロコシは、種子の胚乳に含まれる角質デンプンの分布や特性によっていくつかの品種に分けられるが、コーンスターチの原料となるものは、食用として一般に広く認知されているスイートコーン（甘味種）や ポップコーン（爆裂種）などは用いず、デントコーン（馬歯種）やワキシーコーン（糯種）といった品種が使われる。デント種やワキシー種は、その用途 によって使い分ける。
日本では、原料のトウモロコシの全量を、アメリカ合衆国、中国、ブラジル、アルゼンチンなどの国外から輸入している。そのため、日本産のデンプン（馬鈴薯デンプン、甘藷デンプン）の原料となる農作物の農家の保護のため、高い関税を掛けられているが、「抱き合わせ制度」によって、これらのコーンスターチ製造企業では、関税を免除される代わりに、日本産のデンプンを購入することになるなど、農業政策とも関わりがある。

### 製造方法
トウモロコシを工業的に処理する方法は、ウェットミリング（加湿製粉）とドライミリング（乾燥製粉）と呼ばれる粉砕方法の違いによって2つに大別される。
コーンスターチの製造方法は ウェットミリングが採られることが多く、最終的には主製品であるコーンスターチと、副産物としてコーングルテンフィード、コーングルテンミール、コーンオイル、コーンスティープリカーなどができる。原料のトウモロコシのほとんど全てが何らかの製品となり、廃棄は非常に少ない。
ドライミリングの場合は、最近のエネルギー政策で注目されているバイオマスエタノールも製造できる。

### 名称と区分
日本でのコーンスターチはアメリカ英語のコーンスターチと同様であり、トウモロコシのデンプンのことを指す。
イギリス英語では、アメリカ英語のコーンスターチをコーンフラワー（corn flour）と呼ぶ。こちらはトウモロコシの穀粉自体を指す。
メイズフラワー（Maize flour）またはメイズスターチ（Maize starch）ともいう。
香港とマカオでは粟粉と呼ぶ。カタクリやジャガイモを原料とする日本の片栗粉とはまったく異なる。

## 用途
コーンスターチの用途は様々であるが、日本国内の主要な内訳としては次のようになる（2009年度）。
| 分類                         | %    | 1千t | 細目                 |
| ---------------------------- | ---- | ---- | -------------------- |
| 糖化製品原資                 | 0065 | 1712 |                      |
| 化工デンプン（加工デンプン） | 0013 | 0149 | 化粧用、製薬用       |
| 食品用、その他               | 0010 | 0273 | ビール用（※）は除く  |
| 工業用                       | 0007 | 0195 | 繊維、製紙、段ボール |
| ビール（※）                  | 0004 | 0098 |                      |
| 水産練製品                   | 0001 | 0020 |                      |

### 食品用
プリンなどの食品の糊料（増粘安定剤、ゲル化剤）としてもよく使われる。イギリス式ブラン・マンジェはコーンスターチをゲル化に利用した伝統的な洋菓子であり、牛乳や砂糖などと混ぜ、火にかけてから冷やし固めることで簡単に作ることができる。コーンスターチは他のデンプンと比べ、糊化温度が高いためよく加熱する必要があるが、老化（ゲル化）速度が速く、ゲルの形が崩れにくい。
コーンスターチは、フランス料理や中華料理でとろみを出すためによく使われる。コーンスターチは糊化しても白濁しているが、粘りが少なくさらっとしたとろみを作る。
ビールや発泡酒には副原料のスターチ（デンプン）として使われ、一般にすっきりとした飲みやすい味わいを作る。

ほとんどコーンスターチのみで作る安価な乙類焼酎を製品化した事例もある（ホワイトリカー（２））。
餅やマシュマロ、板ガムなどの付着を防ぐ打ち粉・取り粉としても使われる。

### 化粧用
ファンデーションやおしろい、ベビーパウダーなどの化粧品の基礎成分として利用されている。

### 工業用
コーンスターチは食品以外にもさまざまな用途に使われる。2004年にパイオニアはコーンスターチの一種でBlu-ray Discを作ったと発表した。
紙製品（製紙・段ボール）の加工・製造の際の糊料としても使われる。
消しゴム といったゴム製品のべたつきを抑えるパウダー（打ち粉）としても使われる。医療用ゴム手袋にも使われてきたが、まれにラテックスアレルギーを誘発し、また肉芽腫や術後癒着、スターチ腹膜炎の要因となりうるため、パウダーのない製品への切り替えが進んでいる。
コーンスターチメーカーにとっては、食品会社や製薬会社などと共に、製紙会社も重要な顧客先となっている。

### その他
演出用として、時代劇などでコーンスターチが使用されることもある。一例を挙げると、近年では、2010年に放送されたNHK大河ドラマ『龍馬伝』、2012年放送のNHK大河ドラマ『平清盛』で、衣装の着物の埃や濁った空気などの臨場感を表現するために使われている。
食用コーンスターチでできたカラーパウダーが各種のイベントで使用されることもある。しかし、2015年6月27日夜、台湾・新北市の遊園地「八仙水上楽園」でイベントが開かれ、会場で音楽に合わせて踊る参加者に向けてカラーパウダーをまいていたところ、粉塵爆発が発生して516人が負傷する事故が発生した。

## 主なメーカー

### 日本
日本では、食品用・工業用が10数社により製造されている。
- 王子コーンスターチ
- 加藤化学
- 向後スターチ
- サンエイ糖化
- 三和澱粉工業
- 敷島スターチ
- 昭和産業
- 日本コーンスターチ
- 日本食品化工
- サナス
- J-オイルミルズ

## コーンスターチと景気の動向
日本におけるコーンスターチ製造会社の業績を左右するものとしては、次のような性質が特徴として見て取れることが知られている。
- 飲料メーカー向けは天候、製紙メーカー向けは景気に左右される。
- 原料調達の大半を輸入に頼ることから、トウモロコシの値段については為替レートの変動、運搬に使用するばら積み貨物船の運賃は、他の荷物の荷動きや燃料価格の変動などの影響を受ける。
- トウモロコシの価格は、現地の作付状況・天候・災害・収穫状況などの直接的なものや、投機筋の状況によっても左右される。